# Пьер Корбийский
Пьер Корбийский (фр. Pierre de Corbie, лат. Petrus de Corbeia; годы активности: 1188—1195) — французский трувер. Был родом из Корби. Упоминается как «магистр Пьер из Корби» (magister Petrus de Corbeia), который служил каноником в Аррасском соборе в 1188—1195 годах. Сохранилось семь его произведений (шесть куртуазных песен и один партимен). Все мелодии представлены в бар-форме. Несколько песен имеют различные варианты мелодий. Песни Пьера Корбийского пока не записаны ансамблями средневековой музыки.

## Произведения
- Dame, ne vous doit desplaire
- En aventure ai chante (несколько мелодий)
- Esbahis en lonc voiage
- Limounier, du marriage (две мелодии)
- Par un ajournant
- Pensis com fins amourous
- Amis Guillaume, ainc si sage ne vi (партимен; несколько мелодий)